# Franz Grundwalt
Franz Grundwalt (* 18. Oktober 1940 in Wien) ist ein ehemaliger österreichischer Politiker (ÖVP). Er war von 2001 bis 2005 Bezirksvorsteher im 1. Wiener Gemeindebezirk Innere Stadt.  
Grundwalt war beruflich als Gastronom tätig und hatte zwischen dem 19. November 1997 und dem 18. April 2001 das Amt des Bezirksvorstehers-Stellvertreter inne. Nachdem sich Richard Schmitz 2001 aus der Politik und seinem Amt als Bezirksvorsteher zurückzog, übernahm Grundwalt am 19. April 2001 die Funktion des Bezirksvorstehers. Nachdem sein Wahlversprechen bei der Bezirksvertretungswahl 2001, die Errichtung einer Tiefgarage unter dem Neuen Markt gescheitert war und Umfragen einen möglichen Wahlsieg der SPÖ bei der Bezirksvertretungswahl 2005 ergaben, verlor Grundwalt im September 2005 in einer Kampfabstimmung für den Spitzenkandidaten der ÖVP in der Inneren Stadt gegen die damalige EU-Abgeordnete Ursula Stenzel, obwohl er noch im März 2005 vom Bezirksparteivorstand in seiner Führungsposition bestätigt worden war. Grundwalt wurde in der Folge nach dem Wahlsieg der ÖVP am 22. Dezember 2005 von Stenzel als Bezirksvorsteher abgelöst.